# Ратає-Слупські
Ратає-Слупські (пол. Rataje Słupskie) — село в Польщі, у гміні Пацанув Буського повіту Свентокшиського воєводства.
Населення — 631 особа (2011).
У 1975-1998 роках село належало до Келецького воєводства.

## Демографія
Демографічна структура на день 31 березня 2011 року:
|          | Загалом | Допрацездатний вік | Працездатний вік | Постпрацездатний вік |
| -------- | ------- | ------------------ | ---------------- | -------------------- |
| Чоловіки | 315     | 52                 | 207              | 56                   |
| Жінки    | 316     | 37                 | 172              | 107                  |
| Разом    | 631     | 89                 | 379              | 163                  |